# Kumanowce
Kumanowce al. Kumaniwci (ukr. Куманівці) – wieś na Ukrainie w rejonie chmielnickim należącym do obwodu winnickiego. Według danych na rok 2001 miejscowość zamieszkiwało 730 mieszkańców, a gęstość zaludnienia wyniosła 286,27 os./km².
Królewska wieś bojarska, położona była w pierwszej połowie XVII wieku w starostwie chmielnickim w województwie podolskim.
Pierwszy raz wzmiankowane w 1539 w przywileju Zygmunta I jako prawo lenne rodziny Kumanowskich.

## Zamek
- warowny zamek[4] posiadający długie podziemne przejścia do okolicznych lasów popadł w ruinę w XVIII w. Parterowy dwór wybudowany przez Fabiana Kumanowskiego istniał do 1917 r.[5].

## Wspólnoty wyznaniowe

### Kościół katolicki
We wsi znajdował się wzniesiony przez Fabiana Kumanowskiego w 1802 roku rzymskokatolicki kościół murowany pod wezwaniem św. Iwona, należący do dekanatu lityńskiego. Miejscowa parafia liczyła w 1883 roku 3514 wiernych, a w roku 1918 – ok. 6300. Parafia Kumanowce swoim zasięgiem obejmowała wsie: Kumanowce, Berezówka, Biczowa, Cymbałówka, Czudynowce, Faustynówka, Jabłonówka, Kaczanówka, Krupin, Luborka, Marianówka, Semki, Sewerynówka, Skarzyńce (kaplica), Sułkówka, Szpiczyńce, Tereszpol (filia), Torczyn, Wojtowce.
Ostatni ksiądz parafii w Kumanowcach w 1930 roku został zamordowany w pobliżu kościoła przez członków komsomołu. Od mieszkańców wioski, którzy opowiadali o tej tragedii, wiadomo, że członkowie komsomołu porąbali ciało kapłana i wyrzucili je na pole. Kościół został splądrowany. W kościele utworzono klub wiejski, następnie stajnię. W 1938 roku kościół został zniszczony. Wokół niego były pochówki rodziny Kumanowskich. Groby wokół kościoła zostały również splądrowane i zniszczone przez członków komsomołu.

### Cerkiew prawosławna
Cerkiew prawosławna pod wezwaniem N.M.P. miała parafian 709.

## Klimat
Średnia temperatura wynosi 8 °C. Najcieplejszym miesiącem jest lipiec (22 °C), a najzimniejszym grudzień (–10 °C). Średnia suma opadów wynosi 830 milimetrów rocznie. Najbardziej wilgotnym miesiącem jest maj (100 milimetrów opadów), a najbardziej suchym jest październik (41 milimetrów opadów).